# 紐霍普鎮區 (北卡羅萊納州韋恩縣)
紐霍普鎮區（英語：New Hope Township）是位於美國北卡羅萊納州韋恩縣的一個鎮區。

## 地方資料
紐霍普鎮區的面積為163.68平方千米，皆為陸地。根據2020年美國人口普查的數據，當地共有人口15988人，而人口密度為每平方千米97.68人。